# برج الشمالی
برج الشمالی (به عربی: برج الشمالي) یک منطقهٔ مسکونی در لبنان است که در شهرستان صور واقع شده‌است.